# Morab
De morab is een Amerikaans paardenras dat ontstond als een kruising tussen de morgan en de arabier. De morab is geschikt voor dressuur, drafsport en trekwerk in de mensport.

## Naam
De bekende Amerikaanse uitgever William Randolph Hearst (1863-1951) wordt genoemd als de bedenker van de naam morab, dat een samentrekking is van morgan en arabier. Hij was in de jaren twintig actief als fokker van onder andere arabieren, morgans en van dit nieuwe ras.

## Kenmerken
Het paard heeft het expressieve hoofd en temperament van de arabier. Het heeft de gangen en houding van de morgan met de achterbenen achter het lichaam wanneer het stilstaat. Alle kleuren behalve bontgevlekt komen voor, aftekeningen aan hoofd en benen zijn toegestaan. Het ras werd gefokt als een sterk en edel tuigpaard dat ook bereden kon worden.

## Stamboek
De eerste kruisingen van arabieren en morgans ontstonden omstreeks 1880. Mogelijk was er in de begintijd ook invloed van het quarter horse. Tot 1930 werden de paarden geregistreerd door het morganstamboek, dat in die tijd nog een open stamboek was. Ook het stamboek van arabieren registreerde de eerste generaties van halfbloedkruisingen. In de loop der tijd verkreeg de morab een solide fokbasis. In 1973 ontstond het eerste eigen stamboek voor dit ras. In 1992 werd het internationale morabstamboek opgericht.